# روبرت باولي شيرير
روبرت باولي شيرير (بالإنجليزية: Robert Pauli Scherer)‏ هو مهندس أمريكي، ولد في 1906، وتوفي في 1960.